# Tuwi Kareung I
Tuwi Kareung I is een bestuurslaag in het regentschap Aceh Jaya van de provincie Atjeh, Indonesië. Tuwi Kareung I telt 836 inwoners (volkstelling 2010).